# Minuartia geniculata
Minuartia geniculata — вид рослин родини айстрові (Asteraceae).

## Морфологія
Багаторічна рослина. Стебла до 70 см, розгалужені. Листя 16 × 3 мм, вузько-еліптичне. Пелюстки яйцеподібні, білі або біло-рожеві. Насіння приблизно 0,5 × 0,8 мм, ниркоподібне, сітчасте. 2n = 18.

## Поширення, біологія
Знайдено в країнах: Іспанія, Італія, Мальта, Єгипет, Кіпр, Ліван, Марокко, Сомалі, Туніс. Населяє прибережні піски, кам'янисті прибережні райони.
Цвітіння і плодоношення у травні.